# Sibratsgfäll
Sibratsgfäll  ist eine vom Tourismus geprägte Gemeinde in Österreich in Vorarlberg im Bezirk Bregenz, in der Region Vorderer Bregenzerwald mit 466 Einwohnern (Stand 1. Jänner 2024).

## Geografie
Sibratsgfäll liegt im westlichsten Bundesland Österreichs, Vorarlberg, im Bezirk Bregenz im Subersachtal auf einer Seehöhe von 929 Metern Höhe. 46,0 % der Fläche sind bewaldet, 34,2 % der Fläche sind gebirgig (Alpen). Die Gemeinde liegt direkt an der Grenze zu Deutschland.
- Sibratsgfäll ist Mitglied des deutsch-österreichischen Gemeinschaftsprojekts Naturpark Nagelfluhkette.
- In der Nähe des Ortskernes von Sibratsgfäll mündet der Rubach in die Subersach.

### Gemeindegliederung
Es existieren keine weiteren Katastralgemeinden in Sibratsgfäll.

### Nachbargemeinden
Die Gemeinde Sibratsgfäll grenzt an zwei österreichische und zwei deutsche Gemeinden.
|     | Hittisau                                    |                                    |
| Egg | Kompassrose, die auf Nachbargemeinden zeigt | Balderschwang (Bayern, Oberallgäu) |
|     |                                             | Oberstdorf (Bayern, Oberallgäu)    |

## Geschichte
Die erste urkundliche Erwähnung von Sibratsgfäll stammt aus dem Jahr 1511. Darin wird beschrieben, dass ein Teil von Syfridtsgefäll als Vorsäß genutzt wurde. In einer Urkunde von 1515 wird die heute noch bestehende Parzelle Krähenberg als Vorsäß genannt.
In der Mitte des 17. Jahrhunderts begannen Bauern aus der Umgebung im heutigen Gemeindegebiet Holz zu schlagen und zu roden. Dazu wurden Tiroler Holzfäller, die sogenannten Schwozer, beschäftigt. Durch Erbteilung der Bauern aus der Umgebung und durch Einwanderung der Holzfäller begann die ganzjährige Besiedlung. Deren Anwesenheit bezeugen die in dieser Zeit in den Steuerbüchern auftauchenden Namen wie Marxgut und Scheuring, sowie die heute noch üblichen Bezeichnung Schwozermus und das Flötzerwerkzeug Schwozerhaken.
Von 1805 bis 1814 gehörte der Ort zu Bayern, dann wieder zu Österreich. Zum österreichischen Bundesland Vorarlberg gehört Sibratsgfäll seit der Gründung 1861.
Die Land- und Forstwirtschaft blieb auch weiterhin der Haupterwerb. Um das geschlägerte Holz zu transportieren, wurde in der Auenalpe die Subersach gestaut. Nachdem die Stämme im Staubecken waren, wurden sie mit der großen Wassermenge ins Tal geschwemmt. Von der 1902 eröffneten Bregenzerwaldbahn profitierte auch Sibratsgfäll, wobei deren Bahnhof Lingenau-Hittisau als sogenannte Einbruchsstation für den Ort diente.
Nach dem Ersten Weltkrieg wurde Sibratsgfäll zur Aufbaugemeinde erklärt. Es wurden eine Wassergenossenschaft, eine Viehzuchtgenossenschaft und ein Stickereibetrieb gegründet, was zu einem wirtschaftlichen Aufschwung führte.

### Bevölkerungsentwicklung
Der Ausländeranteil lag Ende 2002 bei 4,5 Prozent.

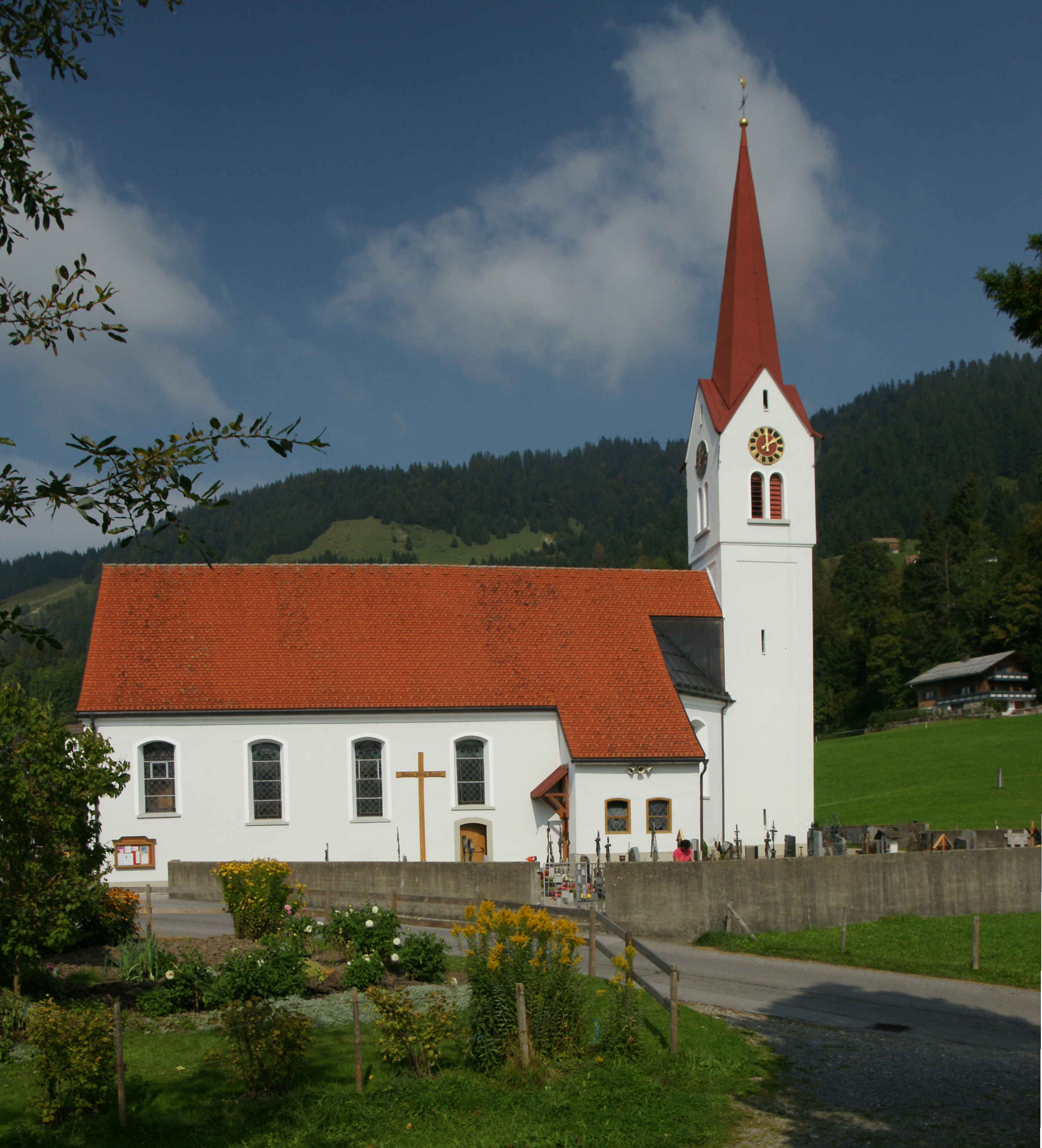
Pfarrkirche Sibratsgfäll

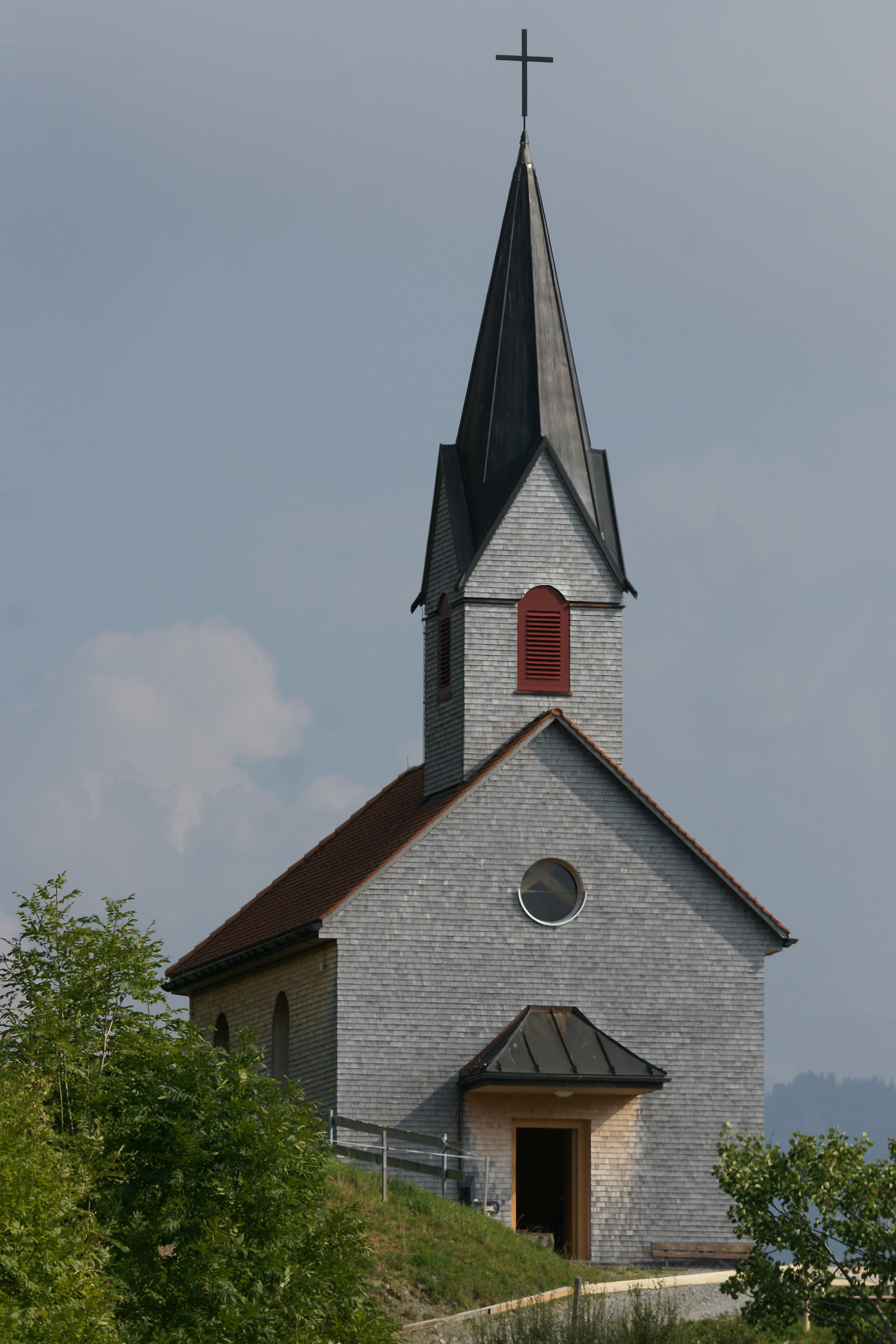
Kapelle Maria Hilf

## Kultur und Sehenswürdigkeiten
- Katholische Pfarrkirche Sibratsgfäll hl. Michael
- Kapelle Maria Hilf am Rindberg
- Kapelle zum Heiligen Wendelin
- Marienkapelle Rindberg
- Georunde Rindberg

## Wirtschaft und Infrastruktur

### Wirtschaftssektoren
| Wirtschaftssektor            | Anzahl Betriebe | Anzahl Betriebe | Erwerbstätige | Erwerbstätige |
| Wirtschaftssektor            | 2011            | 2001            | 2011          | 2001          |
| ---------------------------- | --------------- | --------------- | ------------- | ------------- |
| Land- und Forstwirtschaft 1) | 28              | 26              | 18            | 16            |
| Produktion                   | 9               | 9               | 30            | 30            |
| Dienstleistung               | 32              | 21              | 55            | 37            |

1) Betriebe mit Fläche in den Jahren 2010 und 1999
Quellen:

### Berufspendler
Von den 218 Erwerbstätigen, die 2011 in Sibratsgfäll lebten, arbeitete etwa ein Drittel in der Gemeinde, zwei Drittel pendelten aus, blieben aber überwiegend im Bezirk.

### Fremdenverkehr
Tourismus und Fremdenverkehr sind bedeutende Wirtschaftszweige des Ortes. Sibratsgfäll verfügt über einen Schlepplift für den Wintertourismus (mit angeschlossenem Baby-Lift).
Im Jahr 2019 gab es 22.545 Übernachtungen.

### Bildung
Am Ort gibt es (Stand: 2020/21) 17 Schüler an der Volksschule. In Sibratsgfäll gibt es einen Kindergarten und eine Volksschule. Die Hauptschule wird zusammen mit den Gemeinden Hittisau und Riefensberg betrieben.

## Politik

### Gemeindevertretung

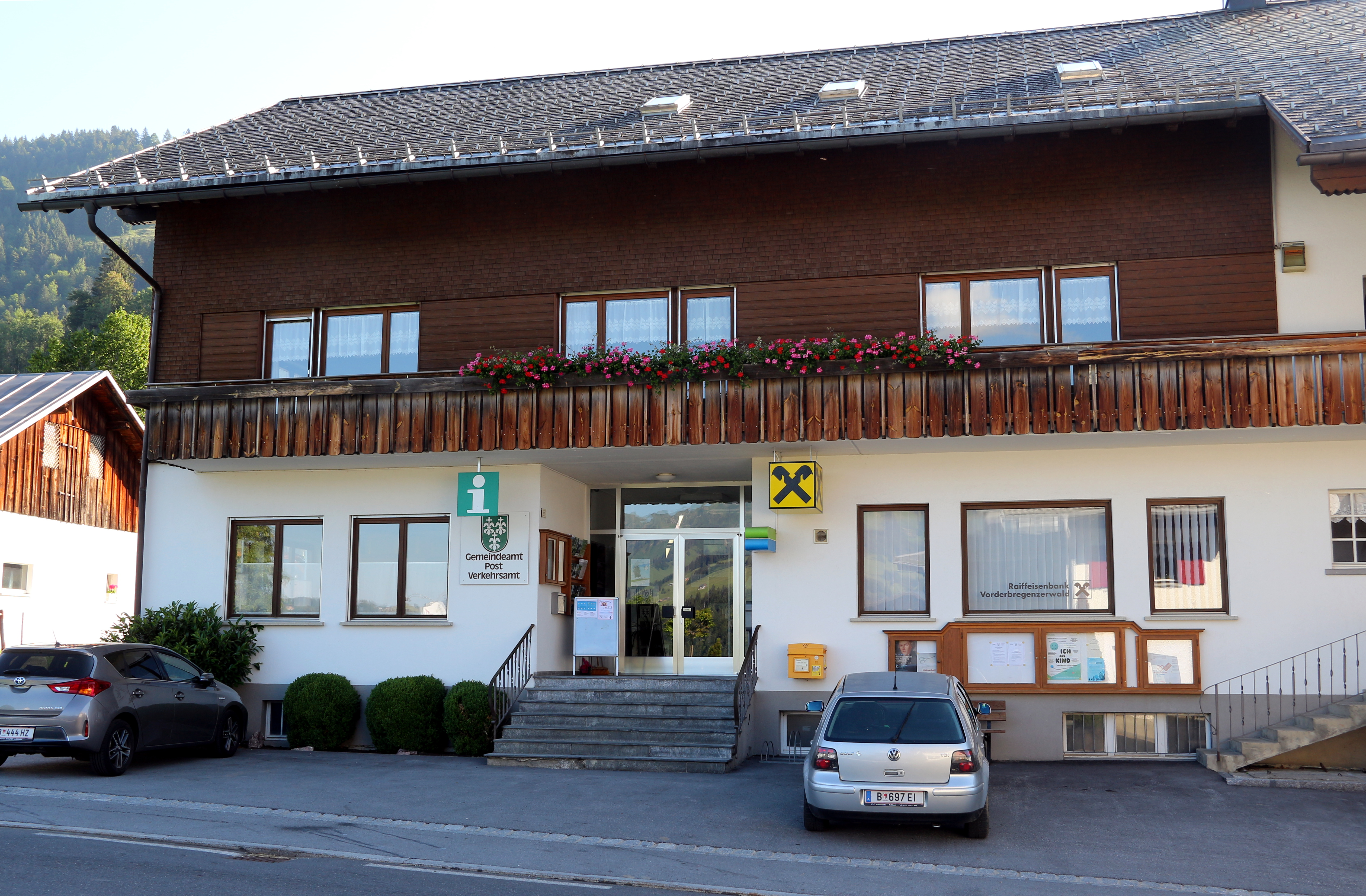
Gemeindeamt in Sibratsgfäll

In Vorarlberg wählen die Bürger alle fünf Jahre die Mitglieder der Gemeindevertretung durch Ankreuzen eines Listen-Wahlvorschlages bzw. durch Mehrheitswahl wenn kein Listenvorschlag vorliegt. Weiters den Bürgermeister durch Ankreuzen eines Wahlvorschlages.
Die Gemeindevertretung wählt in der konstituierenden Sitzung aus ihrer Mitte – sofern keine Wahl durch die Bürger zustande kam – gemäß § 61 Gemeindegesetz einen Bürgermeister und dann einen mindestens dreiköpfigen Gemeindevorstand. Die Zahl dieser „Gemeinderäte“ darf aber gemäß § 55 den vierten Teil der Zahl der Gemeindevertreter nicht übersteigen.
Der Bürgermeister führt den Vorsitz bei den generell öffentlichen Sitzungen der Gemeindevertretung, in denen kommunale Belange besprochen und Beschlüsse gefasst werden. Beobachter haben kein Mitspracherecht und kein Stimmrecht. Die Gemeindevertretung kann nach Bedarf Ausschüsse bestellen. Sitzungen des Gemeindevorstandes und der Ausschüsse sind nicht öffentlich.

#### Sitzverteilung nach den Wahlen
- Gemeindevertretungswahlen 1985: Allgemeine Bürgerliste 9.[11]
- Gemeindevertretungswahlen 1990: Allgemeine Bürgerliste 9.[12]
- Gemeindevertretungswahlen 1995: Allgemeine Bürgerliste Sibratsgfäll 9.[13]
- Gemeindevertretungswahlen 2000: Allgemeine Bürgerliste 9.[14]
- Gemeindevertretungswahlen 2005: Allgemeine Bürgerliste Sibratsgfäll 9.[15]
- Gemeindevertretungswahlen 2010: Allgemeine Bürgerliste Sibratsgfäll 9.[16]
- Gemeindevertretungswahlen 2015: Bürgerliste Sibratsgfäll 9.[17]
- Gemeindevertretungswahlen 2020: Bürgerliste Sibratsgfäll 9.[18]
- Gemeindevertretungswahlen 2025: Bürger:innen Liste Sibratsgfäll 9.[19]

### Bürgermeister
- 1945–1946 Konrad Stadelmann[20]
- 1946–1950 Peter Willi[20]
- 1950–1971 Josef Natter[20]
- 1971–1975 Peter Willi[20]
- 1975–1979 Josef Stadelmann[20]
- 1979–2010 Reinhold Walser[20]
- 2010–2015 Konrad Stadelmann[21]
- seit 2015 Martin Bereuter[22]

### Gemeindewappen
Das Gemeindewappen entstand im Jahre 1969 nach einem Entwurf des Schrunser Künstlers und Heraldikers Konrad Honold.

### Partnerschaftsgemeinden
- Seit 1969 pflegt Sibratsgfäll eine Partnerschaft mit der Gemeinde Überroth-Niederhofen im Saarland.[24]